# 126. Infanterie-Division (Wehrmacht)
Die 126. Infanterie-Division war ein militärischer Großverband der Wehrmacht im Deutschen Reich.

## Geschichte
Die Division wurde Mitte Oktober 1940 im Wesentlichen aus Teilen der 11. Infanterie-Division durch Abgabe der III. Bataillone der Infanterie-Regimenter 2, 23 und 44 sowie der 253. Infanterie-Division, ebenfalls durch Abgabe der III. Bataillone der Infanterie-Regimenter 453, 464 und 473 sowie aus Teilen der Artillerie-Regimenter, der Pionier-Bataillone, der Panzerjäger-Abteilungen und der Nachrichten-Abteilungen dieser beiden Divisionen im Wehrkreis VI Münster auf dem Truppenübungsplatz Sennelager aufgestellt. Als weitere Truppenteile kamen die Aufklärungs-Abteilung der 16. Infanterie-Division sowie die Veterinäre, Futtermeister und Pferdepfleger der 36. Infanterie-Division hinzu, da die beiden Divisionen motorisiert wurden.
Zum Angriff auf die Sowjetunion trat die Division aus dem Raum Memel an und stieß über das Baltikum bis zum Ladogasee vor, um ostwärts des Wolchow in Stellung zu gehen. Ende 1941 wurde die Division von der spanischen Blauen Division abgelöst und verlegte westwärts des Wolchow. Das verstärkte Infanterie-Regiment 424, für mehrere Monate aus der Division herausgelöst, stieß inzwischen bis zum Ilmensee vor und war bei der Einnahme der Städte Nowgorod, Sinjawino, Schlüsselburg und Lipki beteiligt.
Nach Beginn der Ljubaner Operation (7. Januar 1942) lag die Division zusammen mit der 215. Infanterie-Division im Raum südlich Tschudowo im Hauptangriffsfeld der 2. Stoßarmee. Ab Sommer 1942 nahm die 126. Infanterie-Division an der Verteidigung des Kessels von Demjansk bis zu dessen Räumung im Februar 1943 teil. Anschließend wurde die Division aufgefüllt und in eine Division neuer Art 44 umgegliedert.
Nach schweren Kämpfen am Wolchow und bei Leningrad musste die Division im Verlauf des Rückzugs auf Lettland ausweichen. Am 20. Februar 1944 wurden zur Auffüllung große Teile der 9. Luftwaffen-Felddivision eingegliedert.
Im Herbst 1944 geriet die Division im Rahmen der Heeresgruppe Nord bei Riga in den Kurland-Kessel. Nach schweren Verlusten wurde die Division nur noch als Kampfgruppe geführt. Am 8. Mai 1945 legten die noch verbliebenen 70 Offiziere und 3000 Soldaten im Raum Preekuln-Vartava südlich von Libau die Waffen nieder und traten den Marsch in sowjetische Gefangenschaft an. Lediglich das Grenadier-Regiment 422 konnte noch mit Teilen der 11. Infanterie-Division per Schiff über die Ostsee evakuiert werden.

## Gliederung
Die 126. Infanterie-Division gliedert sich in:
- Infanterie-Regiment 422 (ab 1943 Grenadier-Regiment mit zwei statt drei Bataillonen)
- Infanterie-Regiment 424 (ab 1943 Grenadier-Regiment mit zwei statt drei Bataillonen)
- Infanterie-Regiment 426 (ab 1943 Grenadier-Regiment mit zwei statt drei Bataillonen)
- Füsilier-Bataillon 126 (ab 1943)
- Artillerie-Regiment 126
- Pionier-Bataillon 126
- Panzerjäger-Abteilung 126
- Aufklärungs-Abteilung 126
- Feldersatz-Bataillon 126 (ab 1943)
- Nachrichten-Abteilung 126
- Divisions-Nachschubführer 126

## Kommandeure
Divisionskommandeure
| Datum                                 | Dienstgrad                          | Name                                      |
| 18. Oktober 1940 bis 10. Oktober 1942 | Generalmajor/Generalleutnant        | Paul Laux                                 |
| 10. Oktober 1942 bis 14. Oktober 1942 | Oberst                              | Kurt Chill                                |
| 14. Oktober 1942 bis 25. April 1943   | Oberst/Generalmajor                 | Harry Hoppe                               |
| 25. April 1943 bis 27. Juli 1943      | Generalmajor                        | Friedrich Hofmann                         |
| 27. Juli 1943 bis 7. November 1943    | Generalleutnant                     | Harry Hoppe                               |
| 7. November 1943 bis 5. Januar 1945   | Oberst/Generalmajor/Generalleutnant | Gotthard Fischer                          |
| 5. Januar 1945 bis 30. Januar 1945    | Oberst                              | Kurt Hähling (mit der Führung beauftragt) |
| 30. Januar 1945 bis zur Auflösung     | Generalmajor                        | Kurt Hähling                              |

Erster Generalstabsoffizier
| Datum           | Dienstgrad            | Name                    |
| 5. Oktober 1940 | Oberstleutnant/Oberst | Hans-Georg von Schaewen |
| 24. Juni 1942   | Oberstleutnant        | Reinhard Merkel         |

## Bekannte Divisionsangehörige
- Kurt Dieckert (1893–1959), war mit der Division an der Wolchow-Front und kämpfte Anfang 1942 in der Schlacht am Wolchow
- Kurt Hähling (1897–1983), war von 1953 bis 1963 für die NDPD Abgeordneter des Bezirkstages Dresden und stellvertretender Vorsitzender seiner Partei
- Alfred Hemmann (1895–1957), war von August 1941 bis November 1942 Kommandeur des Infanterie-Regiments 426 und wurde in dieser Position mit dem Ritterkreuz ausgezeichnet
- Franz von Roques (1877–1967), war von Oktober 1941 für einen Monat Führer einen Kampfverbandes aus der 126. Infanterie-Division
- Jonas zu Eulenburg (1901–1945), war von 1942 bis 27. September 1942 Kommandeur des Infanterie-Regiments 422